# NGC 701
NGC 701 (другие обозначения — MCG -2-5-60, IRAS01485-0957, PGC 6826) — спиральная галактика с перемычкой (SBc) в созвездии Кит.
Этот объект входит в число перечисленных в оригинальной редакции «Нового общего каталога».
В NGC 701 взорвалась сверхновая SN 2004fc. Она относится к типу II.
Галактика NGC 701 входит в состав группы галактик NGC 681. Помимо NGC 701 в группу также входят NGC 681 и MGC -2-5-53.